# Marina Satti
Marina Satti, född 26 december 1986 i Aten, är en grekisk sångare som representerade Grekland i Eurovision Song Contest 2024 med låten "Zari".